# Santiago Simón
Santiago Simón (* 13. Juni 2002 in José C. Paz) ist ein argentinischer Fußballspieler, der bei River Plate unter Vertrag steht. Er kommt als Flügelspieler zum Einsatz.

## Karriere

### Verein
Simón begann im Alter von vier Jahren bei Cooperativa Tortuguitas mit dem Fußballspielen. Nach einem einwöchigen Probetraining wurde er 2013 in die Akademie von River Plate aufgenommen. Er verbrachte sieben Jahre in diesem System und wurde im Februar 2020 in die Reservemannschaft berufen, wo er am 14. Februar gegen CA Banfield debütierte. Neun Monate später, am 20. November, wurde Simón in die A-Mannschaft von Marcelo Gallardo berufen und spielte in der Copa de la Liga Profesional gegen CA Banfield.

### Nationalmannschaft
Fernández gewann mit Argentiniens U17-Auswahl die Südamerikameisterschaft 2019 und nahm an der U-17-Fußball-Weltmeisterschaft 2019 teil. 

## Erfolge
Verein
- Argentinischer Meister: 2023[3]

Nationalmannschaft
- U-17 Südamerikameister: 2019